# Sopa correntina
La sopa correntina es un plato típico de la gastronomía de la Provincia de Corrientes y parte de la Provincia de Chaco, producto del sincretismo guaraní y español.
Existe un plato similar a este, que recibe el nombre de sopa paraguaya, la cual es similar a la sopa correntina pero se prepara también con algunos ingredientes distintos.

## Historia y origen
Los primeros antecedentes del sincretismo guaraní-español tuvieron lugar en la época de la fundación de Asunción y alrededores, donde posteriormente se fundaron las reducciones franciscanas de Altos, Atyrá, Guarambaré, Itá, etc. Posteriormente, en las misiones jesuíticas guaraníes se continuó el desarrollo de la cultura y gastronomía de la antigua Gobernación del Paraguay, territorio en la que se circunscribía una jurisdicción católica llamada «Provincia Paraguaria». Esta provincia, entonces dependiente del Virreinato del Perú, abarcaba las regiones de Paraguay, Argentina, Uruguay y partes de Bolivia, Brasil y Chile (entre 1604 y 1617). Desde 1617, la Provincia Paraguaria fue desmembrada a la Gobernación del Río de la Plata y la Gobernación del Paraguay, quedando así bajo la jurisdicción de esta última. Posteriormente esta región pasó a pertenecer al Virreinato del Río de la Plata. La cultura desarrollada en el Gran Paraguay fue muy fuerte, ya que los guaraníes fueron usados por los conquistadores y los evangelizadores como intermediarios con otros pueblos amerindios. Por estos motivos, la cultura de los guaraníes que poblaban la zona de los ríos Paraguay, Paraná (en su curso superior) y Uruguay (en su curso superior) se conservó fuerte en esta zona, y a su vez se extendió hacia zonas que no estaban pobladas por los propios guaraníes.
En las bitácoras (de viajeros como el alemán Ulrico Schmidl) y en los registros históricos de la época virreinal aparece en varios párrafos que los carios-guaraníes (tribu que habitaba la zona de Asunción) preparaban tortas y panes a base de mandioca, maíz y choclo dulce mezclados con grasa animal, conocidos como "mbuyapé" ("pan" en guaraní). La alimentación guaraní fue complementada con alimentos criollos que aportaron consigo los españoles desde el Viejo Continente. Esto se debió a la introducción del ganado vacuno en 1556, y a partir de estos se obtenían «nuevos» alimentos tales como: carne de res y oveja, leche, huevos, quesos, etc. De esta manera, las comidas con ingredientes de la base gastronómica guaraní (maíz, mandioca, zapallo, batata, etc.) se entremezclaron con ingredientes traídos por los españoles (carne, leche, quesos, huevos, etc.). Dicha unión dio lugar a comidas que se han consumido desde esa época virreinal hasta la actualidad. Fue en este contexto donde se originó la receta de los platos típicos que tienen como ingredientes base la mandioca, maíz, queso, leche y carne vacuna. Cabe recordar que tanto las reducciones franciscanas como las misiones jesuíticas se circunscribían a la Gobernación del Paraguay, y estos territorios se hallan actualmente divididos en 3 países debido a las constantes escisiones: Paraguay, Argentina y Brasil.

## Ingredientes
- 1 pollo entero que se cocina en sopa
- 1/2 kilo harina de maíz blanco
- 1/4 cebollas cortadas
- 1/4 pollo blanco cortado
- Un ramo hojas de cebolla de verdeo
- 1/2 queso cáscara colorada
- Aceite y agua en cantidad necesaria.